# Halopteris regressa
Halopteris regressa är en nässeldjursart som först beskrevs av Chantal Billard 1918.  Halopteris regressa ingår i släktet Halopteris och familjen Halopterididae. Inga underarter finns listade i Catalogue of Life.